# Кримско-конгоанска хеморагијска грозница
Кримско-конгоанска хеморагијска грозница (ККХГ) (енгл. Crimean-Congo Hemorrhagic Fever) акутна је природно-жаришна заразна болест, коју преносе вектори из групе крпеља, убодом или контактом преко крви и коже (ако га заражена особа претходно убије и након тога утрља у кожу). Вирус се може пренети и интерхумано, трансмисијом са човека на човека директним контактом са излучевинама или крвљу оболеле особе. што је од великог епидемиолошког значаја у хуманој медицини.
Клинички се испољава фебрилним токсично-инфективним синдромом са израженим хеморагијама различитих локализација и интензитета. Јавља се спорадично или у мањим, најчешће породичним епидемијама.
ККХГ је као ендемска болест заступљена у Африци, на Балкану, Блиском истоку, Азији, и у земљама јужно од 50-те паралеле. Има велику смртност која се креће od 10-40%. Тренутно не постоји вакцина доступна за људе или животиње.
Лечење ККХГ заснива се на; супституционој терапији која се допуњује и симптоматском, уз одговарајући хигијенско дијететски режим исхране и живота.

## Историјат
Први случај хеморагијске грознице забележен је у 12. веку на простору данашњег Таџикистана, за који се може претпоставити да је био уједно и први познати случај кримско-конгоанске хеморагијске грознице.
Кримско-конгоанска хеморагијска грозница, као посебна нозолошки ентитет, откривена је после епидемије која данас има медицинско-историјски значај, на Криму 1944. године, од стране Совјетских научника, који су први идентификовали болест, и назвали је Кримска хеморагијска грозница. Тада је доказана вирусна етиологија болести, након истраживања кретања вируса кроз организам „добровољаца“. Међутим Совјетски научници нису успели да изолују агенс у том тренутку. Тек у јуну 1967, Совјетски виролог Михаил Чумаков регистровао је вирус у изолату узетом са једног фаталног случаја, и установио да је инсекат тај који преноси вирус.
Четири месеца раније, вирусолози Jack Woodall и D. Simpson објавили су први извештај о вирусу као узрочнику болести и назвали га Конго вирус, на основу чињенице да је 1956. вирус откривен у лабораторији у белгијском Конгу. Сој вируса В 3010, изоловани у Конгу био је идентично са сојем из Уганде, као и са оним који је изоловао Чумаков.
Међународни комитет за таксономију вируса предложио је име Конго Кримски вирус хеморагијске грознице, али су Совјети инсистирали на називу Кримски Конго вирус хеморагијске грознице. Против свих принципа усвајања научних номенклатура, на основу приоритета објављивања, усвојен је као званични назив; „Кримски Конго вирус хеморагијске грозница“, 1973. године под утицајем политике хладног рата, која је владала у свету у том историјском периоду.
Међутим, од тада се у литератури користи и назив Конго-Кримски или само Конго вирус као службени назив. Овај назив коришћен је и у извештајима који су садржали податке о појави вируса или антитела на вирус код случајева из Грчке, Португала, Јужне Африке, Мадагаскара,, Магреба, Дубаија, Саудијске Арабије, Кувајта и Ирака.
Болест се до данс јавила у више од 20 земаља света; Европи (земље бившег Совјетског Савеза и СФР Југославије, Бугарској, Грчкој, Албанији, Турској), Азији (Индији, Авганистану, Пакистану) и Африци (Египту, Етиопији, Кенији, Танзанији, Уганди,
Заиру, Конгу, Сенегалу, Нигерији, Јужноафричкој Републици.

### ККХГ на подручју Србије
У данас бившој СФР Југославији, прва епидемија ККХБ болести описана је у селу Нишор у општини Сува Река, у Српској покрајини Косово и Метохија 1954. године. Те године пријављена су три повезана случаја код којих се болест завршила смртним исходом због акутног хеморагијског синдрома. Епидемиолошким испитивањима доказано је присуство лат. Hyalomma plumbeum plumbeum, као резервоара и вектора вируса ККХГ у непосредној близини кућа и насеља оболелих.
Након прве епидемије на Косову и Метохији откривани су нови случајеви и епидемије; 1964. године са једним болесником, 1967. са 3 болесника, 1989. године са осам лечених болесника у Приштини, 1993. са два болесника, 1994. године са осам, 1996 године са седам, 1997. године са четири. Највећа епидемија ККХГ избила је 1995. године када је оболело 45 лица. Тада су откривене и друга жаришта вируса, у селима општине Клина, Србица, Глоговац и Ораховац.
| „ | Сви (оболели на Косову и Метохији) су по занимању били везани за послове око стоке или земљорадњу. Два пацијента су дала податак о претходном убоду крпеља, два су их скидала са животиња, док су остали чували животиње које су имале доста крпеља. интерхумани трансмисија није забележена. Код свих случајева болест је била тешка или средње тешка, код троје је имала летални исход. | ” |

## Епидемиологија
На глобалном нивоу болест је највише заступљена у земљама бившег Совјетског Савеза (Русија, Туркменија, Узбекистан, Киргизија). Осим у земљама бившег Совјетског Савеза у Азији болест је евидентирана и у Ираку, Ирану, Пакистану, западној Кини на Арабијском полуострву. Нешто ређе болест је присутна у Африци (Конго, Уганда, Нигерија, Кенија) и Европи (Бугарска, Црна Гора, Босна и Херцеговина, Македонија, Албанија, Србија). У Србији, природно жариште кримско-конгоанске хеморагијске грознице је на Косову и Метохији, на коме се сваке године (општине Ораховац и Малишева) региструје појава нових случајева болести.
Болест има велику смртност, која код оболелих особа износи до 40%.

## Етиологија
Узрочник ККХГ
Узрок болести је РНК вирус Кримско Конго хеморагијске грознице је арбовирус групе C из рода Наировируса (Nairovirus), и фамилије Bunyaviridae. Вирус је округли или овални вирион, промера 80-120 nm, који се састоји се од двослојног липопротеинског омотача са глукопротеинским изданцима дугим 5-10 nm окружен са три нуклеокапсида. Геном вируса састоји се од 3 једноланчана низа РНК. 
РНК вирус Кримско Конго хеморагијске грознице је осетљиви на раствараче; липиде, детерџенте, етар и хлороформ. Репликују се у цитоплазми ћелије.
Резервоар, вектор и извор
Болест се примарно преноси у тзв. природним жаришним подручјима света у којима живи посебна врста крпеља (иксоидни крпељ) преносиоца вируса узрочника ове хеморагијске грознице. Примарни резервоар заразе су птице, дивље и домаће животиње и иксоидни крпељи. Крпељи се инфицирају преко животиња и постају доживотно заражени. Болест, која има сезонски карактер (пролеће-лето), претежно се јавља спорадично, код случајева у којима преовлађују инапарентне над манифестним инфекцијама.
Кримско-конгоанска хеморагијска грозница је акутна, вирусна, природно-жаришна зооноза, која се у природним условима преноси на човека убодом одређених врста иксоидних крпеља, или интерхуманим преносом.
- Убод крпеља, је основни пут преношења: контактом са зараженом крвљу животиња или крпеља преко микроповреда коже или кроз слузокожу
- Интерхумани пренос обавља се преко крви или других телесних течности оболелих кроз микроповреде коже или слузокожу.
- Могућ је и пренос вируса конзумирањем непастеризованог млека.

## Патофизиологија
Кримску Конго хеморагијске грозница у свом развоју пролази кроз четири стадијума: инкубације, предхеморагијски, хеморагијски и стадијум реконвалесцеције. 

### Период инкубације
Период инкубације болести може да траје од једног до четрнаест дана (просечно 5 до 7 дана). Дужина инкубационог периода зависи од начина уласка вируса:
- Након инфекције убодом крпеља, или крпељског облика заражавања, период инкубације је обично један до три дана (максимално до девет дана).[22]
- Период инкубације након интерхуманог заражавања тј. контакта са зараженом крвљу или ткивима обично је пет до шест дана (највише до 13 дана).[22]

### Предхеморагијски стадијум
Овај стадијум који траје од 1 до 8 дана (просечно три), карактерише се знацима токсично-инфективног синдрома. У овој фази болести су најпостојанији знаци надражаја или оштећења централног нервног система (раздражљивост или поспаност, конфузност, збуњеност), затим мишићног система, кардиоваскуларног система и гастроинтестиналног тракта.

### Хеморагијски стадијум
Овај стадијум најчешће се јавља између трећег и петог дана болести. Манифестује се променама различитог степена изражености (крварења по кожи, крварења из носа, дигестивног система, мокраћнополног система), на различитим деловима тела.

### Стадијум реконвалесценције
Реконвалесцентни стадијум развија се од друге до треће недеље од почетка болести. Испољава се постепеним повлачењем знакова и симптома болести. У зависности од тежине болести, опоравак и пуна радна способност враћа се након једног до два месеца од престанка симптома болести.

## Клиничка слика
Болест почиње нагло, и карактерише се следећим клиничким знацима и симптомима:
- Високом температуром, малаксалошћу, језом и дрхтавицом
- Јаком главобољом, боловима у мишићима, нарочито слабинске регије,
- Боловима у зглобовима,
- Губитком апетита, сувим језиком, боловима у трбуху, муком и повраћањем.
- Хиперемијом ждрела, вежњаче ока, енантемом букалне слузокоже,
- Црвенилом лица, врата и горњег дела грудног коша.
- Болесник је узнемирен сомнолентан, и са знацима надражаја или оштећења централног нервног система (раздражљивост или поспаност, конфузност, збуњеност),
- Клиничку слику карактерише и изражен хеморагијски синдром у виду крварења из носа материце, слузнице усне дупље, желуца и црева.

## Дијагноза
Дијагноза ККХГ заснива се на познавању епидемиолошко-еколошких параметара, клиничке слике, имунолошких, хематолошких и биохемијских
параметара.
Кримско-конгоанска хеморагијска грозница у лабораторијским условима може да се дијагностикује изолацијом вируса уз помоћ више различитих тестова:
- ЕЛИСА тест или ензимско-имуни тест.
- Налазом специфичних антитела класе ИгМ
- Четвороструким порастом титра антитела ИгГ класе у парном серуму.
- Реакција ланчаног умножавања (Polymerase Chain Reaction - PCR)
- Изолација вируса у ћелијској култури

Пацијенти у првих неколико дана обично не развијају мерљив ниво антитела, тако да се дијагноза код ових болесника може поставити само детекцијом вируса или РНК из крви или ткива. Међутим изолација вируса не мора увек да буде успешна уколико је крв узета после трећег дана фебрилности.
Тестови који се изводе са узорцима болесника јако инфективни и представљају екстремну биолошку опасност и ризик, и треба да се изводе искључиво уз примену оптималних биолошких услова заштите.
Међутим, ако су узорци инактивирани (на пример вируцидима, гама зрацима, формалдехидом, топлотом, итд), са њима се може манипулисати у стандардни биолошки безбедним условима.

## Терапија
Лечење ККХГ заснива се на; супституционој терапији која се допуњује и симптоматском, уз одговарајући хигијенско дијететски режим исхране и живота:
- Антивирусна терапија: ганцикловиром (Рибавирин) (мада су искуства везана за примену антивирусне терапије још увек недовољна).[29]
- Супортивна терапија: кортикостероидима и специфичним имуноглобулином - серумом вакцинисаних особа или реконвалесцената (са променљивим успехом лечења).
- Симптоматска терапија: рехидратација (надокнада течности), корекција електролитског дисбаланса.
- Антибиотска терапија: само код секундарних бактеријских компликација.
- Строго мировање, калорична протеинска исхрана анималног порекла богата витаминима К и Ц.[30]

## Мере заштите
Мере личне заштите
Мере личне заштите заснивају се на спречавању могућег убода крпеља и спроводе се:
- Избегавањем боравка на стаништима крпеља (ливада и паркови са високом травом и бујним зеленило, ливаде на којима се врши испаша стоке, шуме)
- Применом репелената (средства против убода инсеката) за време боравку у природи, који могу да штите више сати
- Ношењем светле одеће која штити руке и ноге
- Детаљни преглед коже тела након боравка у природи
- Истресањем одеће (јер се крпељ може донети и на одећи) и прегледом кућних љубимца.

Особе које су професионално и потенцијално изложене ризику заражавања вирусом кримско-конгоанске хеморагијске грознице (сточари, земљорадници, радници у кланици), за време бриге око животињама треба да носе одговарајућу заштитну одећу и рукавице.
Здравствени радници такође треба да носе заштитна одела, рукавице, наочаре и маске. Посебан опрез неопходан је при контакту са
крвљу болесника (вађење крви, давање инфузија, трансфузија, обдукција).
Поступак након уједа крпеља
Уколико је дошло до уједа крпеља, пацијент треба да се придржава следећих мера:
- На место убода крпеља не стављати никаква хемијска средства (етар, алкохол, бензин)
- Не покушавати самостално вађење крпеља јер се притиском и гњечењем места убода крпељ може здробити, а његова рилица отићи још дубље у кожу, што погодује бржем ширењу инфекције
- Јавити се лекару у току прва 24 сата, јер у свакој здравственој установи, постоји обучено особље које ће крпеља извадити у целости, и извршити дезинфекцију места убода.

Постекспозициона заштита
Постекспозициона заштита, односно заштита након излагања потенцијално зараженом крви или излучевинама, спроводи се давањем имуноглобулина (готових антитела против кримско-конгоанске хеморагијске грознице).
Веома је важно да лекар од пацијента узме основне епидемиолошке податке о убоду крпеља (на пример о месту где је особа боравила у природи јер постоји могућност да се ради о ендемском подручју) и то пријави надлежној превентивномедицинској установи.
Вакцинација
Не постоји специфична вакцина против ККХГ.
Евентуално за превенцију крпељског менингоенцефалитиса постоји могућност примене специфичне заштите у виду вакцине против крпељског менингоенцефалитиса. Овакав вид заштите препоручује се професионално изложеним лицима и лицима која бораве у подручјима која су ендемска за крепљски менингоенцефалитис. 
| „ | Висок обухват вакцинацијом у Аустрији довео је до знатног смањења броја оболелих у хуманој популацији. | ” |

## Прогноза
Особе које су преживеле акутне манифестације ККХГ, опорављају се у потпуности и стварају антитела у организму која се одржавају
дуги низ година.
Леталитет код средње теших и тешких облика износи 10-15%. Уколико је инфекција пренета крпељима, леталитет износи 12-17%, док је код
интерхумани трансмисије леталитет 40-60%.
Створени имунитет након прележене болести је трајан.